# Szengileji járás

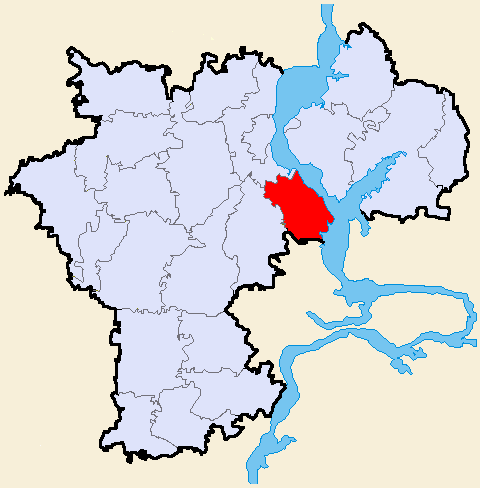
A Szenglileji járás az Uljanovszki területen

A Szengileji járás (oroszul Сенгилеевский район) Oroszország egyik járása az Uljanovszki területen. Székhelye Szengilej.

## Népesség
- 2002-ben lakosságának 74,9%-a orosz, 16%-a csuvas, 5%-a tatár, 1,8%-a mordvin.
- 2010-ben 23 260 lakosa volt, melynek 77,7%-a orosz, 13,3%-a csuvas, 5,3%-a tatár, 1,2%-a mordvin.